# Brevet de technicien supérieur - Assistant technique d'ingénieur
Le brevet de technicien supérieur en assistance technique d'ingénieur possède :
- une formation pluritechnique (mécanique, électrotechnique, automatisme)
- une forte compétence en communication technique (bureautique-communication, Français, Anglais, dossier et soutenance de deux stages industriels)
- une vision globale de l'entreprise (Organisation Industrielle, éco-gestion d'entreprise)

Ce BTS s'adresse aux élèves titulaires d'un Bac S-SVT, S-SI, STI ou STL (ou encore d'un bac pro sous certaines conditions).
Le profil de formation de l'Assistant Technique d'Ingénieur lui permet d'exercer des tâches d'organisation et de communication technique telles que :
- la conduite de projet industriel
- la fonction de chargé d'affaires
- toutes les tâches visant à faire circuler l'information technique et à organiser le travail entre les différents services d'une entreprise industrielle (Bureau d'Études, service méthodes, service production, service maintenance, service qualité, service sécurité-environnement) en vue de leur permettre de travailler efficacement ensemble (Ce Technicien Supérieur polyvalent joue, en quelque sorte, le rôle de chef d'orchestre, les Techniciens Supérieurs spécialisés jouant le rôle de musiciens).

On pourra, à titre d'exemple, lui confier des tâches telles que :
- la rédaction de dossiers techniques,
- la préparation et la planification d'une nouvelle production,
- l'aménagement d'un poste de travail ou d'un atelier,
- la rédaction de fiches de poste,
- la mise en œuvre d'un plan qualité et la rédaction de procédures qualité, sécurité, environnement…

au sein de services tels que :
- le bureau d'études
- le bureau des méthodes
- le service production
- le service ordonnancement planification
- le service maintenance
- le service qualité
- le service sécurité environnement

Dans des entreprises industrielles de toutes catégories et de toutes tailles.
On pourra trouver un descriptif plus détaillé de cette formation, des poursuites d'étude et des emplois occupés par les anciens élèves (ainsi que les activités, des exemples de stages, des exemples de rapports de stage, des diaporamas de soutenance de stage réalisés en 1re et 2e année) en http://www.btsati.org.
1. ↑  letudiant.fr La baisse des effectifs en BTS,  Valentine Daléas, publié le 24 avril 2023.
2. ↑  letudiant.fr Les quotas, symboles de l'abandon des bacheliers professionnels, Thibaut Cojean, publié le 29 mai 2019.
3. ↑  94.citoyens.com Quotidien d'information locale et citoyenne Parcoursup: le détail des quotas pour que les bacs S et ES ne trustent plus les BTS, Val-de-Marne | 27 mais 2018 par C. Dubois.